# Ambatovymijn
De Ambatovymijn is een mijn in Madagaskar. De mijn is gelegen in de regio Alaotra-Mangoro. Met een geschatte opbrengst van 60 000 ton nikkel per jaar is het een van de belangrijkste nikkelmijnen ter wereld. Ook wordt er per jaar circa 5600 ton kobalt gewonnen. De mijn bevat ongeveer 125 miljoen ton erts.
De mijn bestaat sinds 1984 en wordt voor 40% beheerd door het Canadese Sherritt International, voor 27,5% door Sumitomo Corp, 27,5% door Kores en 5% door SNC-Lavalin, ook allen uit Canada. Er werken 9000 mensen, waarvan 84% uit Malagassiërs. In 2006 kreeg de mijn een vergunning en eind 2012 werd voor het eerste nikkel gewonnen.